# Gannarveviken
Gannarveviken este o arie protejată (arie specială de conservare — SAC, sit de importanță comunitară — SCI, arie de protecție specială avifaunistică — SPA) din Suedia întinsă pe o suprafață de 36,9 ha, integral pe uscat.

## Localizare
Centrul sitului Gannarveviken este situat la coordonatele 57°20′43″N 18°10′48″E / 57.3454°N 18.18°E.

## Înființare
Situl Gannarveviken a fost declarat sit de importanță comunitară în aprilie 2004 pentru a proteja 5 specii de animale. Alte tipuri de protecție:
- arie de protecție specială avifaunistică (în aprilie 2004)[2]
- arie specială de conservare (în martie 2011)[1][3][4]

## Biodiversitate
Situată în ecoregiunile boreală și marină baltică, aria protejată conține 6 habitate naturale: Recifuri, Pășuni din zone de pădure fino-scandinave, Vegetație perenă pe țărmurile stâncoase, Pajiști uscate seminaturale și facies de acoperire cu tufișuri pe substraturi calcaroase (Festuco-Brometalia) (* situri importante pentru orhidee), Taiga vestică, Pășuni de coastă din Baltica boreală.
La baza desemnării sitului se află mai multe specii protejate de  păsări (5): Branta leucopsis, ciocântors (Recurvirostra avosetta), chiră mică (Sterna albifrons), chiră de baltă (Sterna hirundo), Sterna paradisaea.